# L'Irrévolution
L'Irrévolution est un roman de Pascal Lainé publié le 15 septembre 1971 aux éditions Gallimard et ayant reçu la même année le prix Médicis.

## Résumé
Ce roman, assez court, s'inspire de la propre expérience de l'auteur en tant qu'enseignant en philosophie dans un lycée technique de Picardie,, juste après mai 68, et relate aussi les difficultés de communication de ses élèves. Il ne traite pas des événements de mai 68 en milieu lycéen mais de l'absence de bouleversements révolutionnaires, l'irrévolution, dans un lycée de province. Le directeur de ce lycée met ainsi en exergue quelques revendications des élèves pour obtenir du rectorat ... de quoi acquérir un distributeur de boissons chaudes.

## Éditions
- L'Irrévolution, éditions Gallimard, 1971  (ISBN 2070280047).